# Atherigona triangularis
Atherigona triangularis este o specie de muște din genul Atherigona, familia Muscidae, descrisă de Fritz Isidore van Emden în anul 1940.
Este endemică în Uganda. Conform Catalogue of Life specia Atherigona triangularis nu are subspecii cunoscute.